# Przemysław Kossakowski
Przemysław Kossakowski (ur. 14 kwietnia 1972 w Częstochowie) – polski dziennikarz, dokumentalista i podróżnik.

## Życiorys
Ukończył studia na Wydziale Wychowania Artystycznego Wyższej Szkoły Pedagogicznej w Częstochowie. Początkowo zajmował się malarstwem, następnie pracował jako nauczyciel, drwal, mechanik samochodowy, pracował też w holenderskiej chlewni oraz zbierał ziemniaki we Francji. Po wyprowadzce na wieś popadł w kryzys twórczy, a po sprzedaży domu na wsi wyjechał do miasta, lecz nie mógł znaleźć pracy, co spowodowało problemy finansowe.
W 2012 został zatrudniony jako dokumentalista w stacji TTV i zaczął pracować jako dziennikarz i prowadzący. W 2014 wydał książkę „Na granicy zmysłów”, którą napisał na podstawie swojego programu reportażowego Kossakowski. Szósty zmysł Od 2016 prowadził kolejne programy dla TTV: Kossakowski. Być jak…, Kossakowski. Inicjacja, Kossakowski. Wtajemniczenie i Kossakowski. Nieoczywiste. W 2020 został gospodarzem programu Down the Road. Zespół w trasie, w którym relacjonuje podróże po świecie z grupą osób z zespołem Downa. Za ten program otrzymał nagrodę Lodołamacze 2020 w kategorii „dziennikarz bez barier” i Telekamerę 2021 w kategorii „osobowość telewizyjna”. W 2022 został wraz z Barbarą Kurdej-Szatan prowadzącym programu Project Cupid w telewizji TTV.

## Życie prywatne
16 października 2020 poślubił Martynę Wojciechowską. 15 lipca 2021 Wojciechowska ogłosiła rozstanie z mężem, a w lipcu 2022 media poinformowały o sfinalizowaniu rozwodu pary z orzeczeniem o winie Kossakowskiego.

## Nagrody i wyróżnienia
- 2020: Lodołamacz w kategorii „dziennikarz bez barier”
- 2021: Telekamera w kategorii „osobowość telewizyjna” za Down the Road. Zespół w trasie

## Programy i reportaże
- Kossakowski. Szósty zmysł
- Kossakowski. Być jak…
- Kossakowski. Inicjacja
- Kossakowski. Wtajemniczenie
- Kossakowski. Nieoczywiste
- Down the Road. Zespół w trasie
- Project Cupid

## Publikacje
- 2014: „Na granicy zmysłów” – reportaż na podstawie programu Kossakowski. Szósty zmysł